# Syrrhopodon flexifolius
Syrrhopodon flexifolius är en bladmossart som beskrevs av Mitten 1869. Syrrhopodon flexifolius ingår i släktet Syrrhopodon och familjen Calymperaceae. Inga underarter finns listade i Catalogue of Life.